# Присвояване
Присвояването е престъпление против собствеността, акт на неправомерно удържане на активи в частна полза и за лична изгода с цел незаконно придобиване (кражба) на тези активи от едно или повече физически лица, на които тези парични средства са били поверени да бъдат съхранявани и/или ползвани за други цели и в полза на трети лица. Присвояването е вид финансова измама. Така например, адвокат може да присвои парични средства от попечителска сметка на клиент, финансов съветник може да присвои парични средства на инвеститори, или дадено лице може да присвои парични средства от своя съпруг или съпруга. Присвояването може да варира от незначително по характер, включващо дребни суми, до огромно, включващо големи суми и сложни и професионално изпипани схеми.